# Чоп Сергій Миколайович
Сергі́й Микола́йович Чо́п (нар. 30 грудня 1968 — пом. 8 грудня 2014) — старший солдат Збройних сил України, учасник російсько-української війни.

## Життєпис
Закінчив Білоцерківське ПТУ № 15, пройшов строкову службу в лавах Повітрянодесантних військ РА, ветеран-«афганець». Демобілізувавшись, працював на Білоцерківському комбінаті хлібопродуктів, у охоронних структурах. Був активістом організації ветеранів-десантників.
Брав активну участь у подіях Революції Гідності. Після оголошення часткової мобілізації намагався як доброволець стати до лав батальйону «Айдар», по тому — 25-ї окремої аеромобільної бригади. 24 серпня 2014-го призваний за мобілізацією, направлений до 95-ї окремої аеромобільної бригади. Зрештою — механік-водій БТР 90-го окремого десантного батальйону.
Загинув 8 грудня 2014-го в селищі Піски під час обстрілу, який вчинили російські терористи. Тоді ж загинули Микола Петрученко та Андрій Ременюк.
Без Сергія лишилися мама, дружина, син і донька. Син теж перебував у зоні бойових дій, обороняв Маріуполь.
11 грудня 2014-го Сергія поховали в Білій Церкві, кладовище «Сухий Яр», алея Слави.

## Нагороди та вшанування
За особисту мужність і героїзм, виявлені у захисті державного суверенітету та територіальної цілісності України, вірність військовій присязі під час російсько-української війни, відзначений — нагороджений
- 15 травня 2015 року — орденом «За мужність» III ступеня (посмертно)[1]
- нагрудним знаком «За оборону Донецького аеропорту» (посмертно).
- 8 травня 2015-го відкрито меморіальну дошку Сергію Чопу в місті Біла Церква

Вшановується в меморіальному комплексі «Зала пам'яті», в щоденному ранковому церемоніалі 8 грудня.